# 漬物ステーキ
漬物ステーキ（つけものステーキ）は、岐阜県飛騨地方の郷土料理。飛騨地方では漬けステとも呼ばれている。
飛騨地方のほとんどの居酒屋で提供されている。

## 概要
飛騨地方では昔から漬物を焼いて食べる習慣があった。極寒の冬の貴重な食料であった漬物が野菜としての役目を果たしており、凍りついてしまった漬物を解かすために囲炉裏で朴葉に載せて焼いた料理法（貝焼き）が始まりである。また、古くなってしまった（熟成が進んだ）漬物の再利用という面もある。一般的には白菜の漬物を用いることが多く、このうち、卵がまじったものは特に美味とされる。各家庭ごとに味付けや炒め具合等それぞれ色々なレシピがある。
円相フードサービスの専務取締役・稲田俊輔は漬物ステーキが記載されている文献がまったくないことから、郷土料理として生まれた料理ではなく、飲食店で生まれた料理なのではないかと推測している。また発祥時期についても卵が安価に購入できるようになった高度経済成長時代の後に誕生したものと推測している。

## 作り方
基本的な作り方は以下の通りである。
1. フライパンまたは鉄板に多めの油を引き、漬物を焦げ目がつくまで炒める。
2. 醤油や味噌などで味を調えたら真ん中に寄せて溶き卵でとじる。
3. 好みで、鰹節、紅しょうが、七味唐辛子をふる。

卵の代わりに朴葉味噌を焼いて合わせる、刻み海苔を振りかける、カツオ出汁の天つゆを加える、サバの水煮を入れるなど、バラエティに富む。

## その他
- 以前は赤カブの漬物を使ったものが主であったが、徐々に白菜の漬物（浅漬けないしは成熟したもの）を使用したものが主流になっている[要出典]。
- 2018年にカルビーより「漬物ステーキ」味のポテトチップスが数量限定販売された[9]。